# Nhiệt độ ảo
Nhiệt độ ảo {\displaystyle T_{v}} là nhiệt độ mà tại đó mật độ của không khí hoàn toàn khô bằng mật độ của không khí ẩm ở cùng một áp suất {\displaystyle p}.
Nhiệt độ ảo được xác định bằng công thức: {\displaystyle T_{v}={\frac {T}{1-{\frac {e}{p}}(1-\varepsilon )}}}.
Trong đó: {\displaystyle e} là áp suất của hơi nước trong không khí và {\displaystyle \varepsilon =0,623}
Vì không khí ẩm luôn có mật độ cao hơn không khí khô ở cùng một điều kiện nhất định, nên nhiệt độ ảo luôn cao hơn nhiệt độ thực; tuy nhiên nó chỉ cao hơn vài độ C (từ 3 - 5 độ).